# Listen to Me Marlon
Listen To Me Marlon è un film documentario biografico del 2015 diretto da Stevan Riley.
Prodotto da Cutler Productions e Passion Pictures in collaborazione con Universal Studios, il film ricostruisce la vita dell'attore Marlon Brando  attingendo a una vasta parte del suo archivio personale, attraverso le sue sedute di auto-ipnosi e registrazioni private incise nell'arco di cinque decenni; la stessa voce dell'attore fa da narrazione allo svolgimento del film.
Il film è presentato in anteprima mondiale negli USA il 14 gennaio 2015 al Sundance Film Festival, mentre ha vinto il premio come miglior documentario al San Francisco Film Critics Circle.

## Trama
Attraverso il suo archivio personale, il documentario ripercorre la vita e la carriera di Marlon Brando ed esplora tutta la complessità dell'uomo, i tormenti e le vicissitudini della sua travagliata esistenza tramite la voce dello stesso attore, grazie alle sue registrazioni e sedute di autoipnosi di cui si serviva per annotare pensieri, ricordi, impressioni e riflessioni della sua carriera e dolorosa vita, e perfino di alcuni estratti dei messaggi della sua segreteria telefonica. La pellicola si contraddistingue per il fatto di non avere interviste a colleghi e parenti, ne voci fuori campo. A guidare lo spettatore vi è solamente la voce di Brando, spezzoni dei suoi film e interviste.

## Produzione
Nel luglio 2014, in occasione dei dieci anni dalla scomparsa dell'attore, il regista Stevan Riley insieme alla Cutler Productions e alla Passion Pictures di John Battsek, grazie al supporto della Universal Pictures, decisero di produrre un documentario sulla vita di Brando, grazie al prezioso materiale concessogli dalla figlia Rebecca, comprendente oltre 300 ore di riprese video, appunti sui ruoli da interpretare, audio della segreteria telefonica e nastri di autoipnosi.
Il regista ha dichiarato a proposito: «Quando la famiglia Brando mi ha aperto le scatole non sapevo cosa aspettarmi, credo che lui avesse in mente di realizzare un documentario su se stesso, girato principalmente a Tahiti» Dal canto suo, Rebecca dice: «La mia prima reazione dopo aver sentito la sua voce nel film è stata oh mio Dio mio padre è tornato dalla tomba, è stata un'emozione così forte che sono stata costretta ad uscire per un po' dal cinema. Poi però l'ho visto dal punto di vista del pubblico e mi sono resa conto di che grande film sia".»

## Distribuzione
Il film è stato presentato in anteprima al Sundance Film Festival il 14 gennaio 2015, alla presenza del regista, della figlia Rebecca e l'attore Johnny Depp (amico di Brando). Successivamente è stato presentato il 25 aprile al San Francisco Film Critics Circle, dove ha vinto il premio come miglior documentario.
È uscito negli Stati Uniti d'America nel luglio 2015 in circa 140 sale per dieci settimane, mentre nel Regno Unito e in Canada è stato distribuito nelle sale nell'ottobre 2015.
In Italia è stato presentato il 23 novembre 2015 al Festival dei Popoli a Firenze, per poi venire rilasciato nello stesso giorno direttamente in DVD e Blu-ray.

## Accoglienza
Il film è stato acclamato dalla critica. The Village Voice l'ha definito "un capolavoro", mentre David Edelstein lo considera "il più grande e ricercato documentario su un attore mai messo in scena". La rivista Vanity Fair dice che "Listen to me Marlon è un documentario avvincente su Marlon Brando realizzato interamente da nastri audio privati che l'attore ha registrato a casa, negli incontri di lavoro, durante l'ipnosi, in terapia e durante le interviste con la stampa".
Su Rotten Tomatoes il film ha una valutazione positiva pari al 96%, il quale recita:«Listen to me Marlon offre uno sguardo affascinante su un'icona di Hollywood, raccontata nelle sue stesse parole».
Il settimanale Variety sostiene che "La complessità di Brando è realizzato così come un documentario potrebbe essere in grado di gestire ... Realizzata con la piena collaborazione della famiglia Brando, la pellicola è un collage superbamente realizzato la cui colonna sonora è strutturata in modo complesso come la cura e il montaggio di elementi visivi." Il sito Rolling Stone afferma "Vuoi conoscere il Brando Riservato? Bene, ce l'hai."

## Riconoscimenti
- 2015 - San Francisco Film Critics Circle
  - Miglior documentario
- 2015 - International Documentary Association
  - Miglior sceneggiatura a Stevan Riley e Peter Ettedgui
- 2015 - Peabody Award
  - Vinto
- 2015 - Trasverse City Film Festival
  - Miglior documentario a Stevan Riley
- 2015 - Sundance Film Festival
  - Nomination Premio della giuria
- 2015 - BAFTA
  - Nomination Miglior documentario
- 2015 - Gotham Independent Film Awards
  - Nomination Miglior documentario
- 2015 - Emmy Awards
  - Nomination Miglior documentario
- 2015 - National Board of Review
  - Migliori 5 documentari'